# نارک قاهرامانیان
نارک ساموئلی قاهرامانیان (ارمنی: Նարեկ Սամվելի Ղահրամանյան؛ زادهٔ ۱۶ آوریل ۱۹۹۱) یک ژئوفیزیک‌دان و سیاستمدار اهل ارمنستان است که از تاریخ ۲۰۱۹ تا کنون سمت نمایندگی دوره‌های هفتم و هشتم مجلس ملی جمهوری ارمنستان را برعهده دارد.

## زندگی‌نامه
در ۱۶ آوریل ۱۹۹۱ در کاپان به دنیا آمد و از دانشگاه دولتی ایروان فارغ‌التحصیل شد. 